# Горњи Забељ
Горњи Забељ (алб. Zabel i Epërm) је насеље у општини Глоговац, Косово и Метохија, Република Србија.

## Становништво
| Демографија | Демографија | Демографија |
| Година      | Становника  | Становника  |
| ----------- | ----------- | ----------- |
| 1948.       | 170         |             |
| 1953.       | 190         |             |
| 1961.       | 220         |             |
| 1971.       | 296         |             |
| 1981.       | 393         |             |
| 1991.       | 598         |             |